# Steinar Bragi
Steinar Bragi (fullständigt namn Steinar Bragi Guðmundsson), född 15 augusti 1975, är en isländsk författare.
Bragi debuterade med diktsamlingen Svarthol vid 23 års ålder. För romanen Konur, som 2010 utkom på svenska under titeln Kvinnor, blev han nominerad till Nordiska rådets litteraturpris.